# سفارة فرنسا في شمال مقدونيا
سفارة فرنسا في شمال مقدونيا هي أرفع تمثيل دبلوماسي لدولة فرنسا لدى شمال مقدونيا. تقع السفارة في إسكوبية وهي تهدف لتعزيز المصالح الفرنسية في شمال مقدونيا.

## وصلات خارجية
- الموقع الرسمي
- قائمة سفارات فرنسا
- قائمة السفارات في شمال مقدونيا